# Sandhurst (Gloucestershire)
Pour les articles homonymes, voir Sandhurst.
Sandhurst est un village du Gloucestershire, en Angleterre.